# Джей Ашър
Джей Ашър (на английски: Jay Asher) е американски писател на бестселъри в жанра съвременен юношески роман.

## Биография и творчество
Джей Ашър е роден на 30 септември 1975 г. в Аркадия, Калифорния, САЩ. Има по-малък брат – Нейт. Завършва гимназията в Сан Луис Обиспо през 1993 г. и веднага постъпва в Куеста Колидж, където решава да стане начален учител и пише първите си детски книжки като участник в литературен семинар. Учи педагогика в Калифорнийския политехнически университет в Сан Луис Обиспо, но напуска през последната си година, за да преследва кариерата си на писател. За да се издържа работи в различни заведения, включително и като продавач в магазин за обувки и в библиотеки и книжарници.
На 7 септември 2002 г. се жени за Джоан Мари. Имат дъщеря – Исая Натан.
През 2007 г. е публикувана първата му книга „13 причини защо“. Идеята за нея му идва, когато живее в продължение на 6 месеца в Шеридан, Уайоминг, и работи като аудио гид в музей. В нея се разказва историята на Хана Бейкър, ученичка, която се самоубива. Тя разкрива нейните тринайсет причини за решението си в серия от седем аудиокасети изпратени по на един съученик с указания да ги прехвърлят от един на друг, в стила на писмо-верига. Историята е предадена и през погледа на Клей Дженсън, един от получателите на лентите.
Романът става бестселър и получава високи оценки от критиката и колегите писатели – Елън Хопкинс, Шърман Алекси, Гордън Корман. Издаден е в над 2 милиона екземпляра в повече от 30 страни по света.
Вторият му роман „The Future of Us“ в съавторство с Каролин Маклър е издаден през 2011 г.
Написал е и няколко детски книги и сценарии.
Джей Ашър живее със семейството си в Калифорния.

## Произведения

### Самостоятелни романи
- Th1rteen R3asons Why (2007) – издаден и като „Thirteen Reasons Why“
13 причини защо, изд.“Ентусиаст“, София (2011), прев. Мария Чайлд
- The Future of Us (2011) – с Каролин Маклър
- What Light (2016)

### Графични романи
- Piper (2017) – с Джесика Фрийбърг

### Екранизации
2017 13 причини защо, 13 Reasons Why – ТВ сериал, 13 епизода